# La distancia (EP)
La Distancia es el EP debut de la banda post hardcore Deny lanzado en 2009 por Inmune Records. El EP fue relanzado el 24 de febrero de 2012 por Pinhead Records. La reedición contiene dos versiones acústicas de E.X.E y Lo Que Siempre Buscabámos del álbum debut Reino De Tormentas. Ambos temas fueron producidos por el guitarrista de Nueva Ética, Javier Casas en Infire Studios.
Con la reedición de La Distancia junto con los bonus tracks los fanes y los propios músicos describen La Distancia como su segundo álbum oficial.

## Canciones
| N.º | Título                                                         | Duración |  |
| 1.  | «Intro»                                                        | 1:09     |  |
| 2.  | «F.A.B.A»                                                      | 3:08     |  |
| 3.  | «Quebrando Promesas»                                           | 3:03     |  |
| 4.  | «HTML.INTRLD»                                                  | 1:32     |  |
| 5.  | «La Distancia»                                                 | 3:40     |  |
| 6.  | «Catarsis»                                                     | 3:20     |  |
| 7.  | «Documento #1»                                                 | 3:47     |  |
| 8.  | «Ahogándome»                                                   | 2:53     |  |
| 9.  | «E.X.E (acústico)» (Reedición bonus track)                     | 3:23     |  |
| 10. | «Lo Que Siempre Buscábamos (acústico)» (Reedición bonus track) | 3:37     |  |

## Personal
DENY
- Nazareno Gómez Antolini - Screams
- Joaquín Ortega - Guitarra, voces claras
- Mateo Sevillano - Guitarra
- Juan Pablo Uberti - Bajo, voces claras
- Agustín Dupuis - Batería
- Agustín Abelanda - Teclados

Producción
- Producido, mezclado y masterizado por Javier Casas

- Datos: Q17126415